# Jelena Naimusjina
Jelena Naimusjina (ryska: Елена Аркадьевна Наимушина), född 19 november 1964 i Askiz i Krasnojarsk kraj, död 14 mars 2017 i Krasnojarsk, var en rysk (sovjetisk) gymnast.
Hon tog OS-guld i lagmångkampen i samband med de olympiska gymnastiktävlingarna 1980 i Moskva.